# Bessemer (Michigan)
Bessemer falu az USA Michigan államában, Gogebic megyében, melynek megyeszékhelye is. Lakosainak száma 1805 fő (2020. április 1.).

## Népesség
A település népességének változása:
| Lakosok száma | 2566 | 1905 | 1805 |
|               | 1890 | 2010 | 2020 |